# No Fun At All
No Fun At All (vaak afgekort tot NFAA) is een Zweedse punkrockband gevormd in de zomer van 1991.
De band bestond in haar eerste formatie uit Mikael Danielsson (gitaar), Henrik Sunvisson (basgitaar) en Jimmy Olsson (zanger, Drumstel). De naam van de band was een woordgrap op het lied "No Fun" van The Stooges en de band Sick of It All. In 1993 verliet Olsen de band om zich te richten op zijn andere band, Sober. De groep rekruteerde toen drie nieuwe leden. 
De groep bleef 10 jaar actief, waarin meer dan 250.000 albums werden verkocht. In november 2001 werd besloten om uiteen te gaan. Nadien waren er verschillende reünieconcerten, waarna ze in 2008 een nieuw album uitbrachten, getiteld Low Rider. Dit verscheen weer bij hun eigen, onafhankelijke label, Beat 'Em Down Records.

## Leden
- Stefan Neuman (gitaar)
- Henrik Sunvisson (basgitaar)
- Ingemar Jansson (zang)
- Krister Johanssen (gitaar)
- Kjell Ramstedt (drums)

## Discografie
Studioalbums
- No straight Angles (1994)
- Out Of Bounds (1995)
- The Big Knockover (1997)
- Throw It In (1997)
- State Of Flow (2000)
- Low Rider (2008)

Ep
- Vision (1993)
- In A Rhyme (1994)
- Stranded (1995)
- There Is A Reason To Believe In Miracles (1995)
- And Now For Something Completely Different (1997)
- Live In Tokyo (1999)